# Célia Šašić
Celia Sasic (Bonn, 27 de juny de 1988), nascuda Celia Okoyino da Mbabi, es una exfutbolista alemanya d'origen camerunès que jugava com a davantera. Va desenvolupar la seva carrera a la Bundesliga.
En 2015 va ser escollida com a millor jugadora europea per la UEFA i va guanyar la Pilota de Plata després de ser la màxima golejadora del Mundial, la Lliga de Campions i la Bundesliga, just abans de retirar-se'n als 27 anys.

## Trajectòria
| Temporades      | Club                 | Títols              | Selecció (fases finals) |
| --------------- | -------------------- | ------------------- | --- |
| 04/05 - 12/13 0 | SC 07 Bad Neuenahr 0 |                     | Mundial sub-19 2004 (campió) Jocs Olímpics 2008 (3r lloc) Eurocopa 2009 (campió) Mundial 2011 (quarts) Eurocopa 2013 (campió) |
| 13/14 - 14/15   | 1.FFC Frankfurt      | 1 Lliga de Campions | Mundial 2015 (4t lloc) |